# فرحان شکور
فرحان شکور (عربی: فرحان شكور؛ زادهٔ ۱۵ اکتبر ۱۹۹۵) یک بازیکن فوتبال اهل عراق است.
از باشگاه‌هایی که در آن بازی کرده‌است می‌توان به اربیل، الزورا، اربیل، تیم ملی فوتبال زیر ۲۳ سال عراق، و تیم ملی فوتبال عراق اشاره کرد.
وی همچنین در تیم‌های ملی فوتبال Iraq U-17 Iraq U-23 تیم ملی فوتبال عراق Kurdistan بازی کرده است.